# Баумштейн, Василий Григорьевич
Баумштейн Василий Григорьевич (1899, село Сосница — 4 декабря 1942, хутор Похлебин) — полковник (06.11.1941), участник Великой Отечественной войны, командир ряда соединений РККА, последняя должность — командир 81-й кавалерийской дивизии, погиб в ходе Сталинградской битвы.

## Биография
Родился 30 марта 1899 года в с. Сосница Черниговской губернии Российской империи, русский. В Красной армии с июня 1919 года. Окончил 10-е Новочеркасские командные кавалерийские курсы (1921), повторные курсы Краснознаменной Кавказской армии (1924), Краснознаменные кавалерийские КУКС РККА в городе Новочеркасске (1930, 1940).

### Гражданская война
Добровольно вступил в ряды Красной армии в июне 1919 года в городе Глухов Черниговской губернии. После зачисления направлен на Вторые кавалерийские командные курсы в город Киев. В их составе принимал участие в боях против банд атамана Зеленого в районе Триполья и петлюровцев под городом Фастовом, а также сражался с деникинскими войсками в районе Дарницы под Киевом. В сентябре курсы были отозваны с фронта, передислоцированы в Москву и переименованы в Пограничные кавалерийские курсы. В январе 1920 года они были переведены в село Воейково Пензенской губернии и переименованы в 5-е Пензенские кавалерийские курсы. В сентябре курсы были направлены в город Новочеркасск, где переименованы в 10-е Новочеркасские кавалерийские курсы. В феврале 1921 года, окончив эти курсы, В. Г. Баумштейн был направлен в распоряжение 11-й армии. После прибытия на новое место службы назначен в 12-ю кавалерийскую дивизию, где командовал взводом в 71-м кавалерийском, затем в 3-м колхозном полках. В июне дивизия влилась в 18-ю кавалерийскую, в её составе В. Г. Баумштейн командовал взводом в 104-м и 105-м кавалерийских полках. Участвовал в борьбе с бандитизмом в Закавказье.

### Межвоенное время
В июне 1923 года 18-я кавалерийская дивизия была переформирована в Отдельную кавалерийскую бригаду им. ЦИК Азербайджанской ССР, а В. Г. Баумштейн был назначен командиром взвода в 1-й кавалерийский полк. В октябре того же года он был направлен на повторные курсы Отдельной Краснознаменной Кавказской армии, по окончании которых в мае 1924 года вернулся в полк и был назначен помощником командира эскадрона. С июля 1924 года командовал эскадроном в 64-м кавалерийском полку (бывший 1-й) в составе 2-й отдельной Кавказской кавалерийской бригады Краснознаменной Кавказской армии. Участвовал в ликвидации бандформирований Кайхосро Чолокашвили в Телавском уезде (Тифлисская губерния).
В феврале 1925 года В. Г. Баумштейн был командирован на Туркестанский фронт, где назначен в 80-й кавалерийский полк 7-й отдельной Туркестанской кавалерийской бригады (город Шерабад). В его составе проходил службу в должностях командира эскадрона, врид помощника командира полка по строевой части, врид начальника полковой школы. Участвовал в боях с басмачами под Шерабадом (апрель — сентябрь 1925), Термезом (март — апрель 1926), а также в ликвидации отрядов Ибрагим-бека в районе Куляба (октябрь — ноябрь 1927). С ноября 1929 по июнь 1930 года находился на кавалерийских КУКС РККА в городе Новочеркасск, затем вернулся в полк на должность командира эскадрона. В феврале 1932 года переведен в 79-й кавалерийский полк на должность 1-го помощника начальника штаба полка. С августа 1932 года В. Г. Баумштейн проходил службу в 1-м Узбекском кавалерийском полку 6-й горно-кавалерийской дивизии в Самарканде, был 1-м помощником начальника штаба и врид начальника штаба полка. В апреле 1936 года переведён в Забайкальский военный округ на должность начальника 5-й части Отдельной Бурят-Монгольской кавалерийской бригады, с сентября 1937 года — начальник штаба бригады, с ноября — командир 11-го кавалерийского полка этой бригады. В октябре 1938 года он назначен командиром 130-го кавалерийского полка 5-й отдельной кавалерийской бригады. В конце октября 1939 года бригада была расформирована, а В. Г. Баумштейн убыл в распоряжение начальника Краснознаменных кавалерийских КУКС РККА в городе Новочеркасск. В январе 1940 года зачислен слушателем курсов, после которых в июле назначен командиром 98-го кавалерийского полка 31-й кавалерийской дивизии 1-й Краснознаменной армии Дальневосточного фронта. В декабре 1940 года направлен в Одесский военный округ на должность командира 72-го кавалерийского полка 9-й Крымской кавалерийской дивизии им. Совнаркома УССР.

### Великая Отечественная война
С началом Великой Отечественной войны подполковник В. Г. Баумштейн продолжал командовать 72-м кавалерийским полком. С августа 1941 года исполнял должность начальника штаба 9-й Крымской кавалерийской дивизии. В составе 2-го кавалерийского корпуса 9-й армии Южного фронта она вела упорные оборонительные бои на реке Прут, затем отходила в направлении Дубоссары, Копани, Новая Одесса. Во второй половине сентября дивизия участвовала во фронтовом контрударе в районе города Ромны, в ходе которого нанесла тяжелое поражение частям 25-й моторизованной дивизии противника. В октябре её части вели бои на белгородском направлении. В ноябре дивизия в составе корпуса была переброшена под Москву и в составе войск Западного фронта участвовала в битве под Москвой, в Тульских оборонительной и наступательной операциях. За проявленную отвагу в боях, стойкость, мужество и героизм личного состава 26 ноября 1941 г. она была преобразована во 2-ю гвардейскую кавалерийскую дивизию. С января 1942 г. полковник В. Г. Баумштейн формировал в САВО 96-ю кавалерийскую дивизию, с 24 апреля командовал 61-й кавалерийской дивизией, входившей в 4-й кавалерийский корпус, а с 16 июня — 81-й кавалерийской дивизией, которая дислоцировалась в г. Кушка. В конце октября 1942 г. дивизия была передислоцирована в район Сталинграда, где вошла в состав 51-й армии Сталинградского фронта. В ходе начавшегося контрнаступления 21 ноября 1942 г. она в составе 4-го кавалерийского корпуса была введена в прорыв для развития успеха главных сил армии. К исходу дня 23 ноября она овладела нас. пунктами Жутово-1, Аксай. В ходе дальнейших боевых действий дивизия, действуя самостоятельно, внезапным налетом ворвалась на западную и северозападную окраины г. Котелково. Противнику удалось контратакой обойти левый фланг частей дивизии, зайти им в тыл и вынудить их повернуть назад. Однако перед нас. пунктом Верхне-Яблочный он был остановлен. В ходе боя 4 декабря 1942 г. полковник В. Г. Баумштейн был убит. Похоронен в с. Похлебин Котельниковского района Волгоградской обл.

## Награды
- Орден Красного Знамени (17.07.1941)[2]
- Орден Красного Знамени (05.11.1941)[3]
- Орден Ленина (27.11.1942)[4]

## Память
- 2 ноября 2022 года в хуторе Похлебин Волгоградской области состоялось открытие памятной плиты командиру 81-й кавалерийской дивизии Василию Григорьевичу Баумштейну[5].